# Algarve (Provinz)

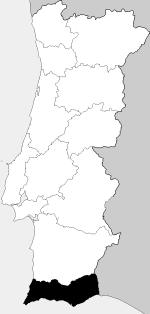
Historische Provinz Algarve

Algarve (aus dem Arabischen: al-Gharb, dt.: Der Westen) war von 1936 bis 1976 eine der elf Provinzen Portugals. 
Während die übrigen zehn früheren Provinzen nur noch in der Umgangssprache oder in historisch begründeten Begriffen existieren, bezeichnet der Begriff der Algarve in der heutigen Verwaltungsgliederung Portugals sowohl eine statistische Subregion, als auch die südlichste der fünf Regionen Kontinental-Portugals, die lediglich Zwecken der Entwicklung und Planung dienen.
Faro war die Hauptstadt der Provinz Algarve. Diese umfasste das Gebiet des heutigen Distrikt Faro, so dass für diese Provinz die Verwaltungsreform von 1976 mit der Auflösung der Provinzen im Wesentlichen nur eine Namensänderung bedeutete, in Bezug auf seine Ausdehnung und seinen Verwaltungshauptsitz. Die Algarve ist somit ein Sonderfall der elf aufgelösten Regionen, da die anderen zehn durch die Auflösung 1976 auch als territoriale Einheit verschwanden.